# Perštejn
Perštejn (deutsch Pürstein) ist eine Gemeinde in Tschechien. Sie liegt im Tal der Eger zwischen dem Erzgebirge und dem Duppauer Gebirge und gehört dem Okres Chomutov an.

## Geographie

### Geographische Lage
Aufgrund seiner Lage wurde der Ort früher auch als das Meran des Erzgebirges bezeichnet. Unweit des Ortes befindet sich die Burg Perštejn.

### Gemeindegliederung
Die Gemeinde Perštejn besteht aus den Ortsteilen Černýš (Tschirnitz), Lužný (Aubach), Ondřejov (Endersgrün), Perštejn (Pürstein), Rájov (Reihen), Údolíčko (Kleinthal) und Vykmanov (Weigensdorf).
Das Gemeindegebiet gliedert sich in die Katastralbezirke Černýš, Ondřejov u Perštejna, Perštejn, Rájov u Perštejna und Vykmanov u Měděnce.

### Verkehr
Perštejn verfügt über einen Bahnhof an der Strecke Bahnstrecke Chomutov–Cheb. Der Bahnhof liegt etwa 1 km südlich des Ortszentrums auf dem anderen Ufer der Ohře. Etwas südlich des Ortes verläuft die Straße erster Klasse Nr. 13. Der nächstgelegene Verkehrsflughafen ist der Flughafen Karlsbad.

### Nachbarorte
| Loučná pod Klínovcem (Böhmisch Wiesenthal) | Kovářská (Schmiedeberg)                     | Měděnec (Kupferberg)                       |
| Stráž nad Ohří (Warta)                     | Kompassrose, die auf Nachbargemeinden zeigt | Klášterec nad Ohří (Klösterle an der Eger) |
|                                            | Okounov (Okenau)                            |                                            |

## Kultur und Sehenswürdigkeiten

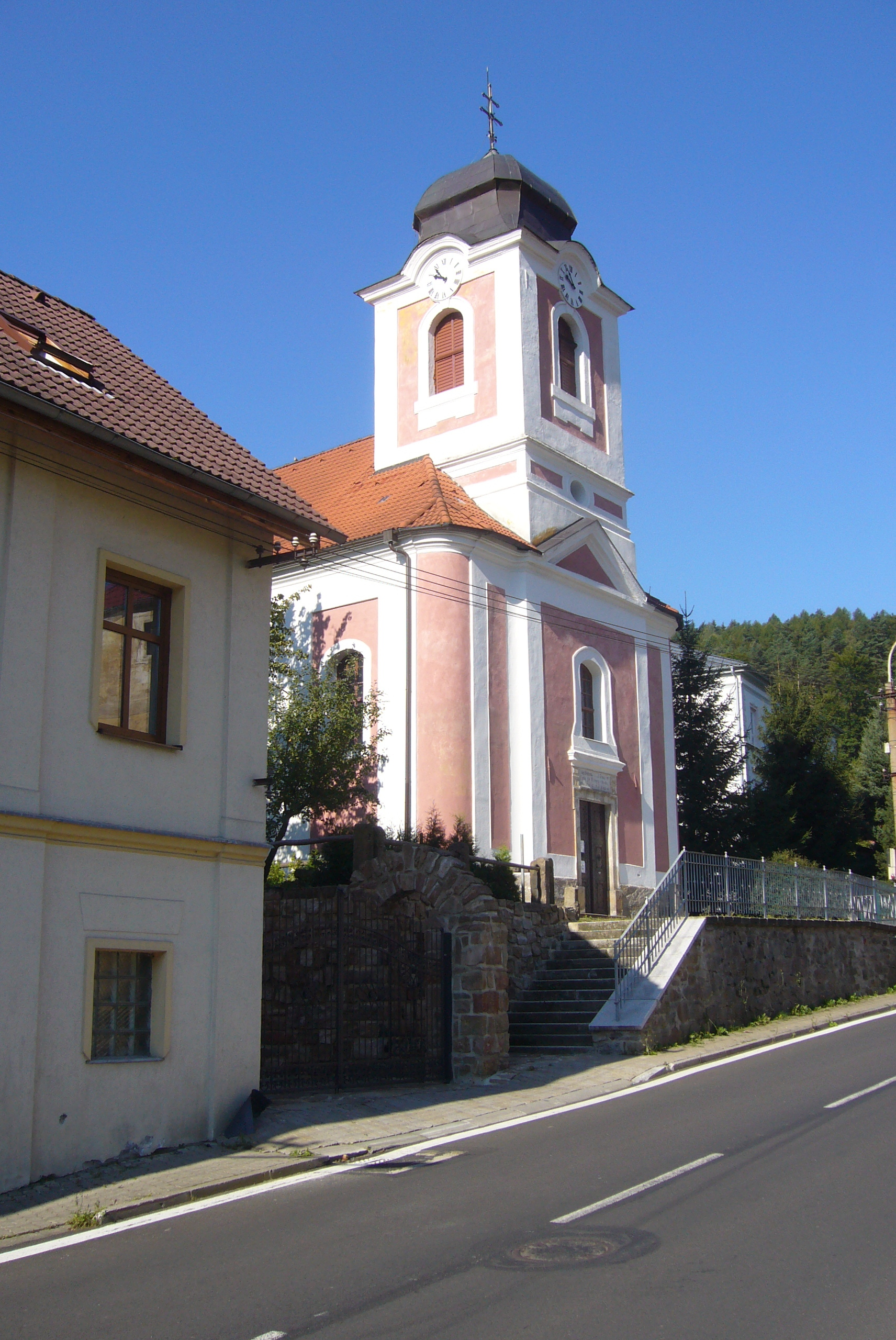
Kirche St. Wendelin von 1797

## Persönlichkeiten
- Roland R. Richter (* 1934), Maler, Grafiker und Hochschullehrer
- Johann Dorschner (1939–2020), Astronom
- Gerd Wotjak (1942–2024), Sprach- und Übersetzungswissenschaftler